# Mata Hari
Mata Hari là nghệ danh của Margaretha Geertruida (1876 – 1917) là một vũ nữ người Hà Lan, người làm điệp viên hai mang cho các đế quốc Pháp và Đức trong Chiến tranh thế giới thứ nhất (1914 - 1918). Mata Hari bị Pháp xử bắn về tội làm gián điệp năm 1917.

## Gia đình
Margaretha Geertruida Zelle sinh ngày 7 tháng 8 năm 1876 tại Leeuwarden , Hà Lan . Bà là con cả trong số 4 người con của Adam Zelle (1840–1910) và người vợ đầu tiên Antje van der Meulen (1842–1891) của ông. Cô có ba người em trai; Johannes Hendriks, Arie Anne và Cornelis Coenraad. Cô được gia đình trìu mến gọi là "M'greet".  Bất chấp những khẳng định truyền thống rằng Mata Hari một phần là người Do Thái,  Malaysia,  hoặc Java, tức là người gốc Indonesia, các học giả kết luận rằng cô không có tổ tiên Do Thái hoặc gốc Á và cả cha mẹ cô đều là người Hà Lan. Cha cô sở hữu một cửa hàng bán mũ, đầu tư vào ngành công nghiệp dầu mỏ, và trở nên giàu có đủ để mang đến cho Margaretha và các anh chị em của cô một thời thơ ấu xa hoa  bao gồm các trường học dành riêng cho đến năm 13 tuổi 
Ngay sau khi cha của Margaretha phá sản vào năm 1889, cha mẹ cô ly hôn, và mẹ cô qua đời năm 1891.  Cha cô tái hôn tại Amsterdam vào ngày 9 tháng 2 năm 1893 với Susanna Catharina ten Hoove (1844–1913). Gia đình tan vỡ, Margaretha được gửi đến sống với cha đỡ đầu của cô, ông Visser, ở Sneek . Sau đó, cô học để trở thành một giáo viên mẫu giáo ở Leiden, nhưng khi hiệu trưởng bắt đầu tán tỉnh cô một cách rõ ràng, cô đã bị cha đỡ đầu của mình loại bỏ khỏi học viện. Vài tháng sau, cô trốn đến nhà chú của mình ở The Hague.

## Đông Ấn Hà Lan

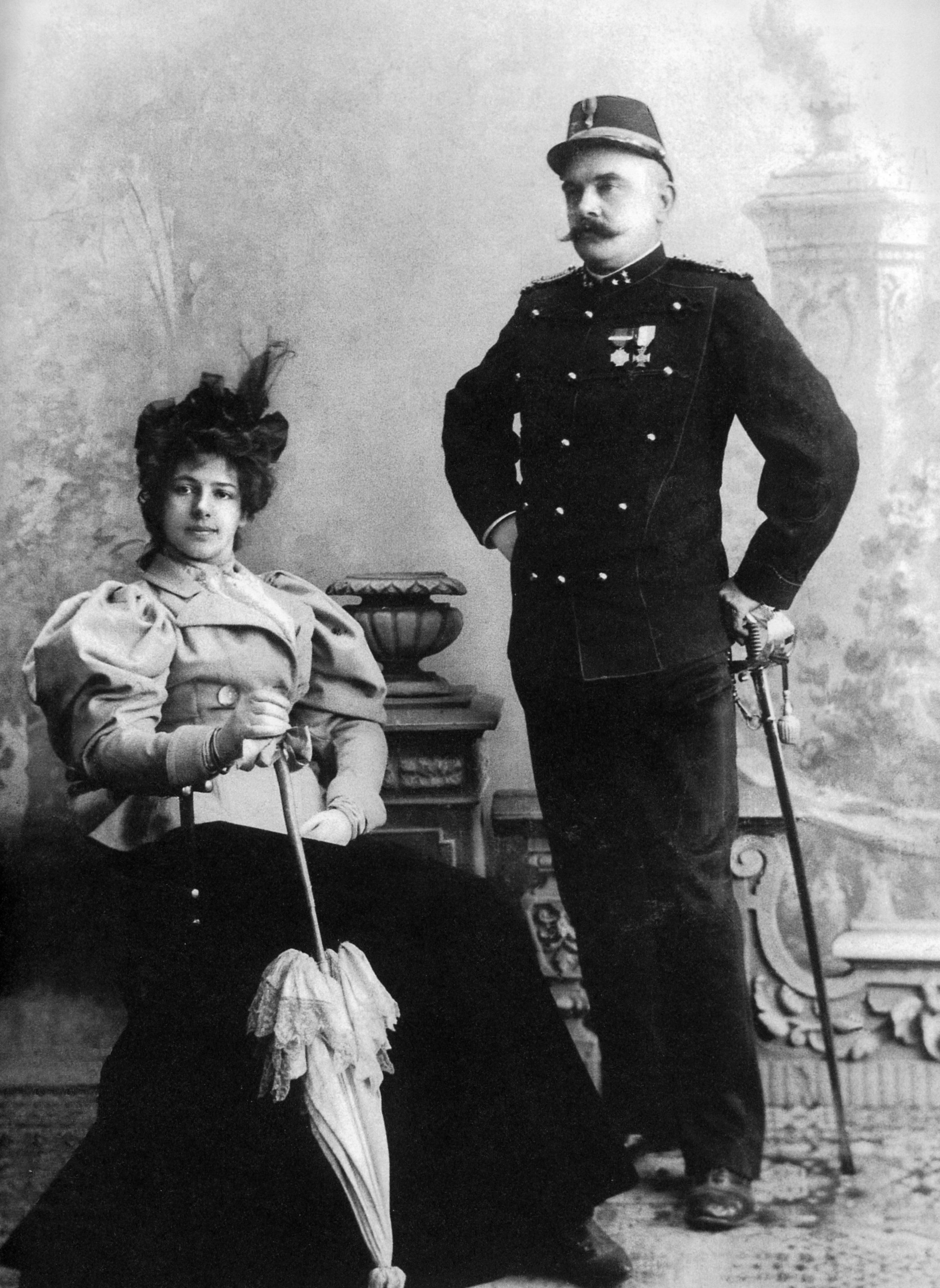
Đôi vợ chồng Margaretha và Rudolph Mac Leod năm 1897

Margaretha Geertruida Zelle sinh ngày 7 tháng 8 năm 1876 tại Leeuwarden , Hà Lan . Bà là con cả trong số 4 người con của Adam Zelle (1840–1910) và người vợ đầu tiên Antje van der Meulen (1842–1891) của ông.  Cô có ba người em trai; Johannes Hendriks, Arie Anne và Cornelis Coenraad. Cô được gia đình trìu mến gọi là "M'greet".  Bất chấp những khẳng định truyền thống rằng Mata Hari một phần là người Do Thái,  Malaysia,  hoặc Java, tức là người gốc Indonesia, các học giả kết luận rằng cô không có tổ tiên Do Thái hoặc gốc Á và cả cha mẹ cô đều là người Hà Lan. Cha cô sở hữu một cửa hàng bán mũ, đầu tư vào ngành công nghiệp dầu mỏ, và trở nên giàu có đủ để mang đến cho Margaretha và các anh chị em của cô một thời thơ ấu xa hoa  bao gồm các trường học dành riêng cho đến năm 13 tuổi 
Ngay sau khi cha của Margaretha phá sản vào năm 1889, cha mẹ cô ly hôn, và mẹ cô qua đời năm 1891. Cha cô tái hôn tại Amsterdam vào ngày 9 tháng 2 năm 1893 với Susanna Catharina ten Hoove (1844–1913). Gia đình tan vỡ, Margaretha được gửi đến sống với cha đỡ đầu của cô, ông Visser, ở Sneek . Sau đó, cô học để trở thành một giáo viên mẫu giáo ở Leiden, nhưng khi hiệu trưởng bắt đầu tán tỉnh cô một cách rõ ràng, cô đã bị cha đỡ đầu của mình loại bỏ khỏi học viện. Vài tháng sau, cô trốn đến nhà chú của mình ở The Hague.
Cuộc hôn nhân nhìn chung là một sự thất vọng.  Rudolf là một người nghiện rượu và lạm dụng thể chất Margaretha, người mà anh ta đổ lỗi cho sự thiếu thăng tiến của mình. Ông cũng công khai giữ vợ lẽ , một thông lệ được xã hội chấp nhận ở Đông Ấn thuộc Hà Lan lúc bấy giờ. Margaretha tạm thời bỏ rơi anh, chuyển đến sống với Van Rheedes, một sĩ quan Hà Lan khác. Cô đã nghiên cứu văn hóa Indonesia dày đặc trong vài tháng và gia nhập một vũ đoàn địa phương trong thời gian đó. Trong thư từ với người thân ở Hà Lan vào năm 1897, bà tiết lộ nghệ danh của mình là Mata Hari, từ có nghĩa là "mặt trời" trong tiếng Malay địa phương (nghĩa đen là "con mắt của ban ngày"). 
Trước sự thúc giục của Rudolf, Margaretha quay lại với anh ta, nhưng hành vi của anh ta không thay đổi. Cô tìm cách thoát khỏi hoàn cảnh của mình bằng cách nghiên cứu văn hóa địa phương.  Năm 1899, con cái của họ bị ốm nặng do các biến chứng liên quan đến việc điều trị bệnh giang mai do cha mẹ mắc phải,  mặc dù gia đình cho rằng họ đã bị đầu độc bởi một tên đầy tớ xấu tính. Jeanne sống sót, nhưng Norman đã chết. Một số nguồn  cho rằng một trong những kẻ thù của Rudolf có thể đã đầu độc bữa ăn tối của họ để giết cả hai đứa con của họ. Sau khi chuyển về Hà Lan, cặp đôi chính thức ly thân vào ngày 30 tháng 8 năm 1902. Cuộc ly hôn trở thành cuối cùng vào năm 1906, và Margaretha được trao quyền giám hộ Jeanne. Rudolf được yêu cầu về mặt pháp lý để trả tiền cấp dưỡng nuôi con, điều mà anh ấy chưa bao giờ làm. Một lần khi Jeanne đến thăm Rudolf, anh quyết định không trả cô lại cho mẹ. Margaretha không có đủ nguồn lực để chiến đấu với hoàn cảnh và chấp nhận nó, tin rằng mặc dù Rudolf là một người chồng bạo hành, nhưng anh vẫn luôn là một người cha tốt. Jeanne sau đó qua đời ở tuổi 21, có thể do các biến chứng liên quan đến bệnh giang mai.

## Làm vũ nữ

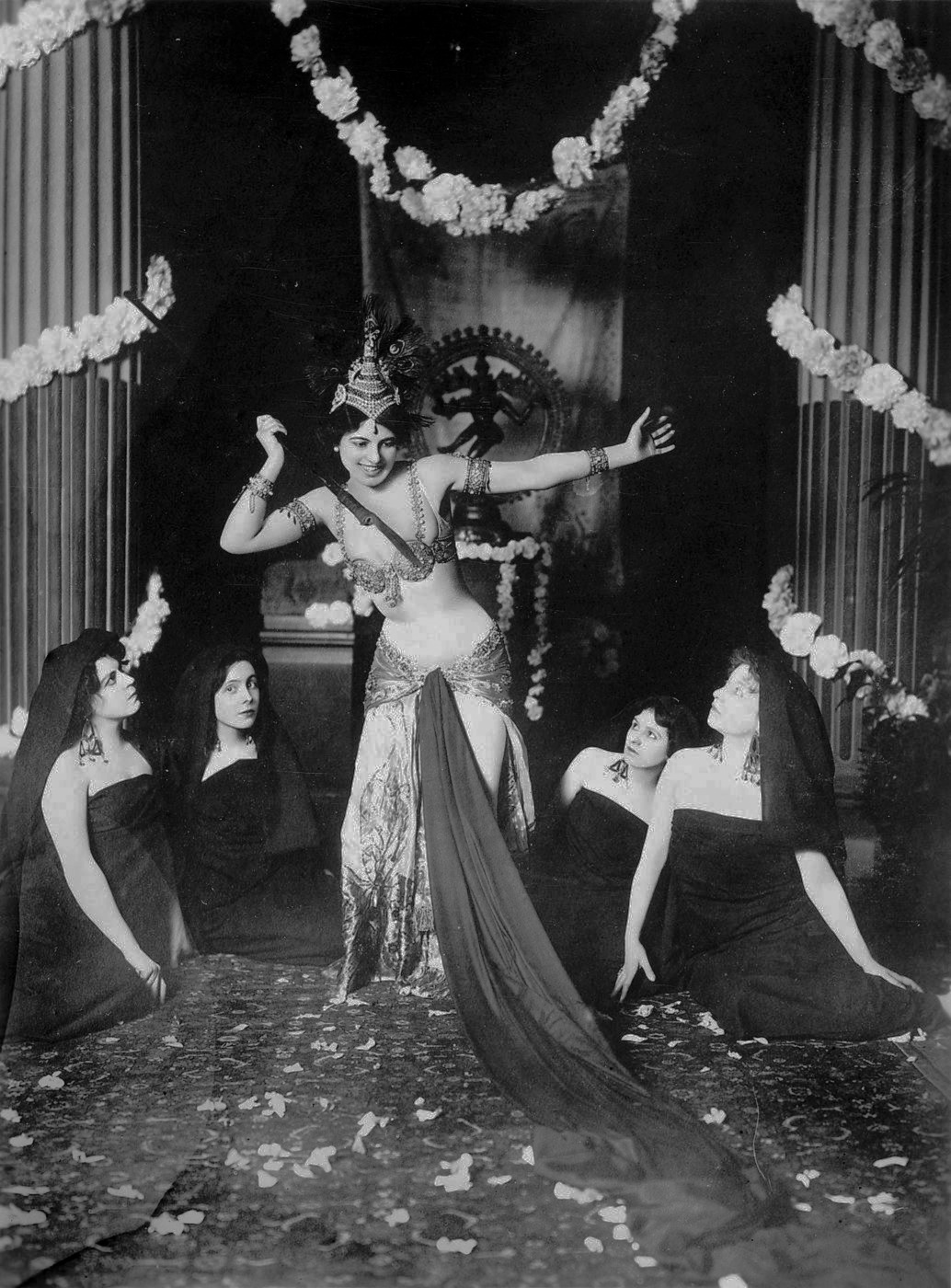
Mata Hari biểu diễn năm 1905.

Năm 1903, Zelle chuyển đến Paris , nơi cô biểu diễn như một người cưỡi ngựa trong rạp xiếc với nghệ danh Lady MacLeod, trước sự phản đối của MacLeod Hà Lan. Loay hoay kiếm sống, cô cũng đóng vai người mẫu của một nghệ sĩ. 
Đến năm 1904, Mata Hari bắt đầu nổi lên như một vũ công kỳ lạ. Cô là người cùng thời với các vũ công Isadora Duncan và Ruth St. Denis , những người đi đầu trong phong trào khiêu vũ hiện đại ban đầu, vào khoảng đầu thế kỷ 20, đã tìm đến châu Á và Ai Cập để lấy cảm hứng nghệ thuật. Gabriel Astruc trở thành đại lý đặt phòng cá nhân của cô. 
Lăng nhăng, tán tỉnh và phô trương cơ thể một cách công khai, Mata Hari đã thu hút khán giả của mình và thành công chỉ sau một đêm kể từ buổi diễn đầu tiên của cô tại Musée Guimet vào ngày 13 tháng 3 năm 1905.  Cô trở thành tình nhân lâu năm của nhà công nghiệp triệu phú Lyon Émile Étienne Guimet, người đã thành lập Bảo tàng. Cô đóng giả như một công chúa Java của một linh mục được sinh ra theo đạo Hindu, giả vờ như đã đắm mình trong nghệ thuật múa linh thiêng của Ấn Độ từ khi còn nhỏ. Cô đã bị chụp ảnh rất nhiều lần trong thời kỳ này, khỏa thân hoặc gần như vậy. Một số hình ảnh này đã được MacLeod có được và củng cố hồ sơ của anh ta trong việc giữ quyền nuôi con gái của họ. 

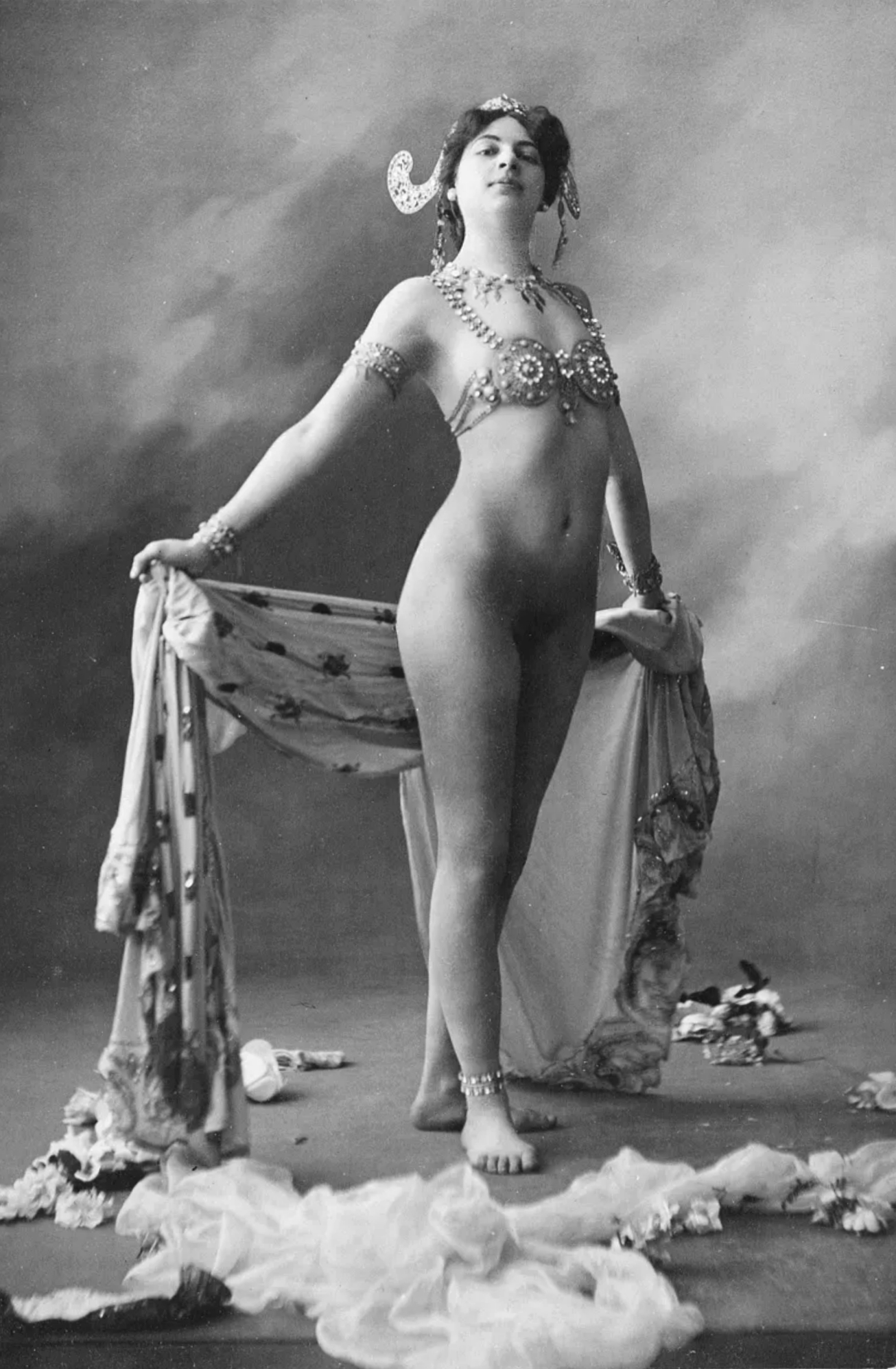
Ảnh chụp Mata Hari năm 1906, chỉ mặc áo ngực và đồ trang sức.

Mata Hari đã mang một phong cách vô tư khiêu khích lên sân khấu trong tiết mục của cô, điều này đã nhận được sự tán thưởng rộng rãi. Phân đoạn nổi tiếng nhất trong hành động của cô ấy là sự lột xác dần dần về trang phục cho đến khi cô ấy chỉ đeo một miếng dán ngực nạm ngọc và một số đồ trang trí trên cánh tay và đầu. Bà chưa bao giờ được nhìn thấy để ngực trần vì cô ấy tự ý thức về việc có bộ ngực nhỏ. Cô ấy đã mặc một chiếc tất bó sát cơ thể có màu tương tự với màu da của chính mình, nhưng sau đó đã bị bỏ qua. 
Mặc dù những tuyên bố của Mata Hari về nguồn gốc của cô là hư cấu, nhưng việc các nghệ sĩ giải trí ở thời đại của cô sáng tạo ra những câu chuyện đầy màu sắc về nguồn gốc của họ là một phần của chương trình. Hành động của cô đã thành công vì nó đã nâng vũ điệu khiêu dâm lên một địa vị đáng kính hơn và do đó đã tạo ra một nền tảng mới trong một phong cách giải trí mà Paris sau này đã trở nên nổi tiếng thế giới. Phong cách và thái độ tự do đã khiến cô trở thành một phụ nữ nổi tiếng, cũng như sự háo hức của cô khi trình diễn trong những bộ quần áo hở hang và kỳ lạ. Cô chụp những bức ảnh khiêu khích và hòa mình vào giới giàu có. Vì hầu hết người châu Âu vào thời điểm đó không quen thuộc với Đông Ấn thuộc Hà Lan, Mata Hari được coi là một người kỳ lạ, và người ta cho rằng những tuyên bố của cô là thật. Một nhà báo Pháp rất nhiệt tình đã viết trên một tờ báo ở Paris rằng Mata Hari "rất giống mèo, cực kỳ nữ tính, Một nhà báo ở Vienna đã viết sau khi xem một trong những buổi biểu diễn của cô rằng Mata Hari "cao và mảnh khảnh với vẻ uyển chuyển của một loài động vật hoang dã, với mái tóc xanh đen" và khuôn mặt của cô "tạo nên một ấn tượng nước ngoài kỳ lạ."
Vào khoảng năm 1910, vô số kẻ bắt chước đã xuất hiện. Các nhà phê bình bắt đầu cho rằng sự thành công và những nét chói lọi của Mata Hari nổi tiếng là do chủ nghĩa trưng bày rẻ tiền và thiếu giá trị nghệ thuật. Mặc dù cô ấy tiếp tục lên lịch cho các sự kiện xã hội quan trọng trên khắp châu Âu, cô ấy đã bị các tổ chức văn hóa nghiêm túc coi thường vì là một vũ công không biết nhảy.

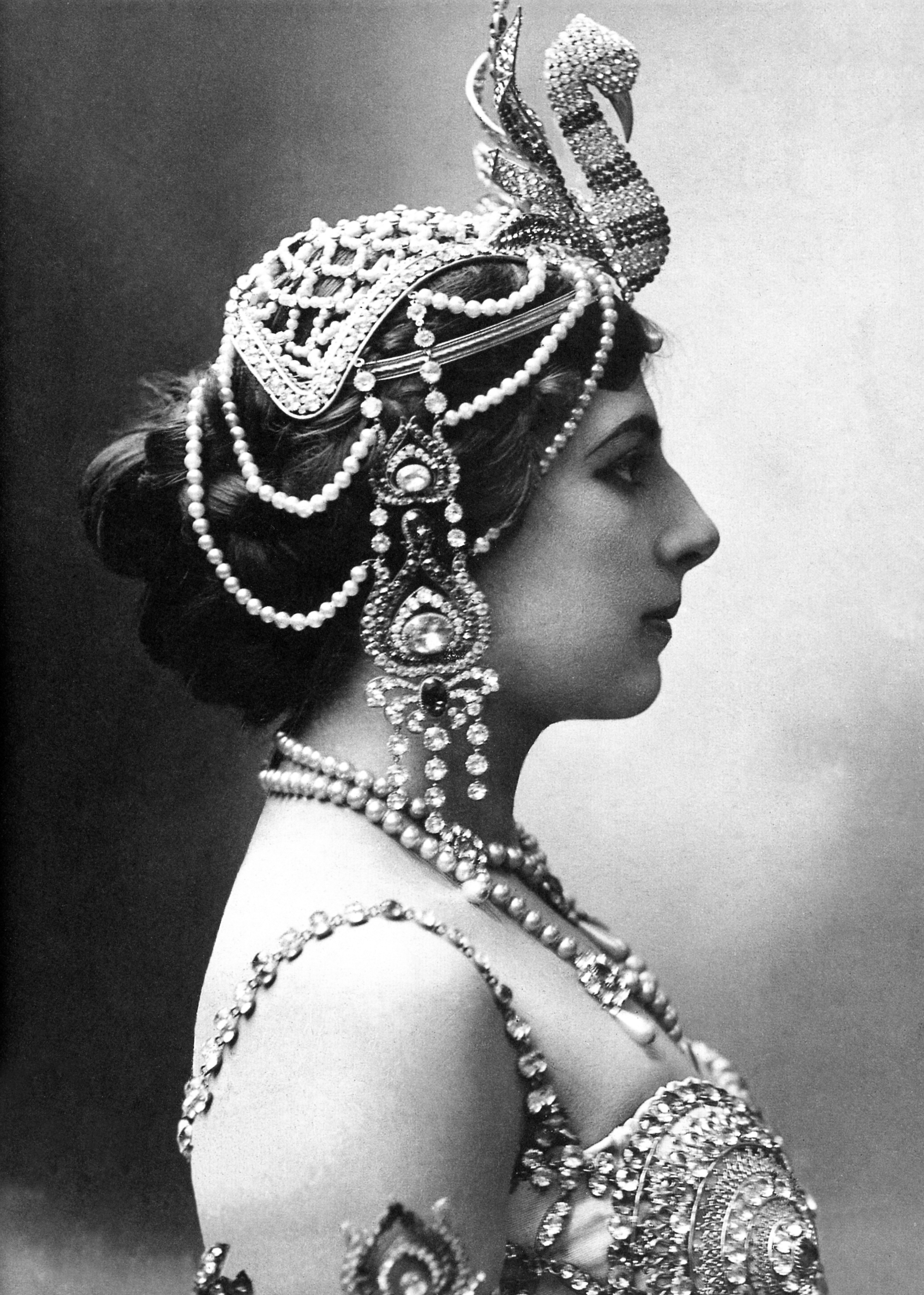
Mata Hari năm 1910 mặc một chiếc váy đội đầu đính đá quý.

Sự nghiệp của Mata Hari sa sút sau năm 1912. Vào ngày 13 tháng 3 năm 1915, cô đã biểu diễn trong buổi biểu diễn cuối cùng trong sự nghiệp của mình. Cô ấy bắt đầu sự nghiệp của mình tương đối muộn với một vũ công và đã bắt đầu tăng cân. Tuy nhiên, vào thời điểm này, cô đã trở thành một cung nữ thành công , được biết đến nhiều hơn vì sự gợi cảm và khêu gợi hơn là vẻ đẹp của cô . Cô có các mối quan hệ với các sĩ quan quân đội cấp cao, các chính trị gia và những người khác ở các vị trí có ảnh hưởng ở nhiều quốc gia. Các mối quan hệ và liên lạc của cô với những người đàn ông quyền lực thường xuyên đưa cô qua các biên giới quốc tế. Trước Chiến tranh thế giới thứ nhất , bà thường được coi là một nghệ sĩ và một người phóng túng tự do, nhưng khi chiến tranh đến gần, cô bắt đầu bị một số người coi là một người phụ nữ ngỗ ngược và lăng nhăng , và có lẽ là một kẻ quyến rũ nguy hiểm.

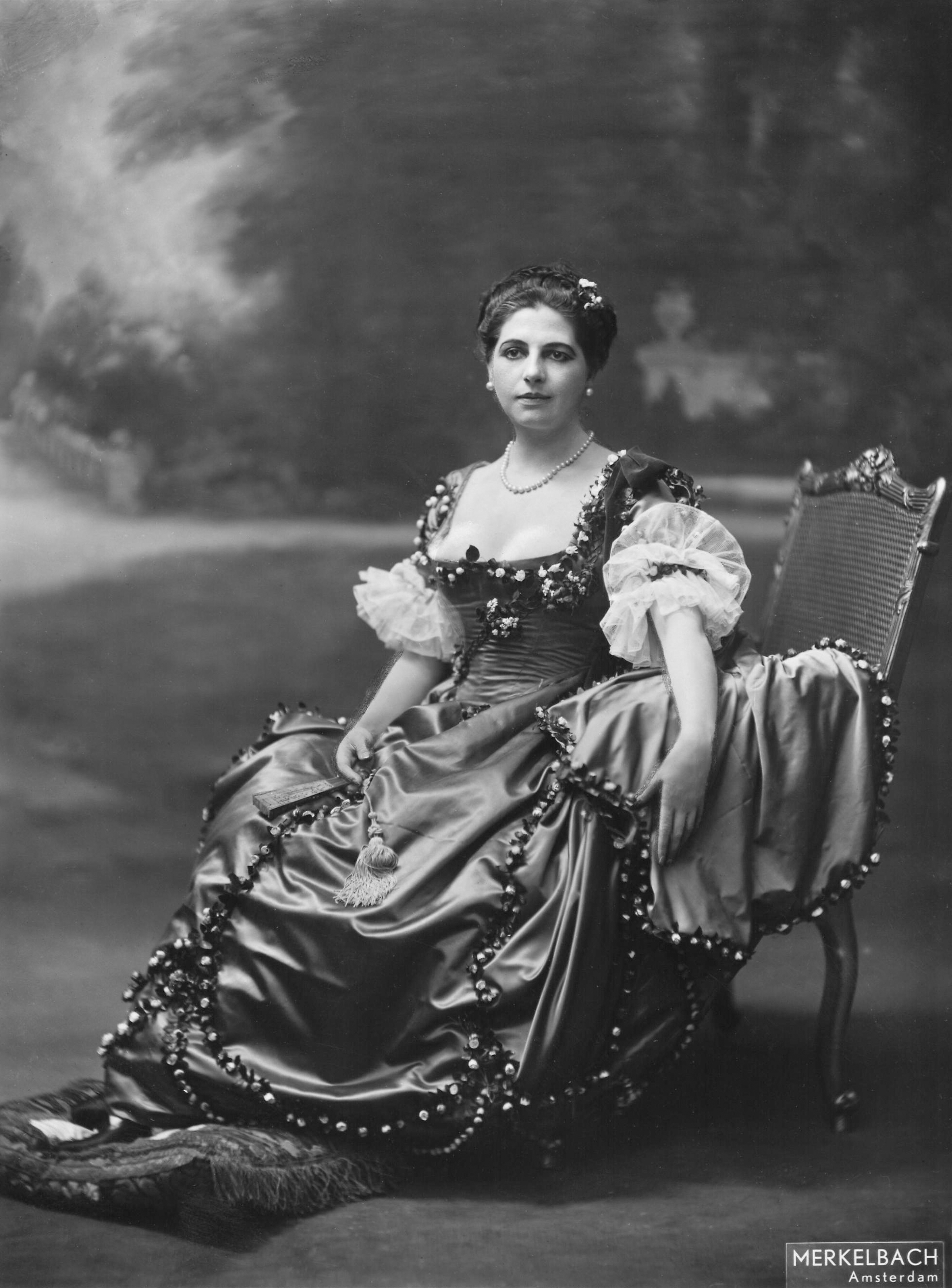
Zelle chụp ảnh ở Amsterdam, 1915.

## Gián điệp
Trong Chiến tranh thế giới thứ nhất , Hà Lan vẫn giữ thái độ trung lập. Là một người Hà Lan, Zelle có thể tự do vượt qua biên giới quốc gia. Để tránh chiến trường, cô ấy đã đi du lịch giữa Pháp và Hà Lan qua Tây Ban Nha và Anh, và những chuyển động của cô ấy chắc chắn thu hút sự chú ý. Trong chiến tranh, Zelle đã tham gia vào mối quan hệ lãng mạn-tình dục rất mãnh liệt với Đại úy Vadim Maslov, một phi công Nga 23 tuổi phục vụ cho người Pháp, người mà cô gọi là tình yêu của đời mình. Maslov là một phần của Lực lượng Viễn chinh Nga 50.000 mạnh được cử đến Phương diện quân Tây vào mùa xuân năm 1916. 
Vào mùa hè năm 1916, Maslov bị bắn hạ và bị thương nặng trong một trận không chiến với quân Đức, mắt trái bị mất thị lực, điều này khiến Zelle phải xin phép đến thăm người yêu bị thương tại bệnh viện nơi anh đang ở gần tiền tuyến. .  Là một công dân của một quốc gia trung lập, Zelle thường không được phép đến gần chiến trường. Zelle đã được gặp bởi các đặc vụ từ Cục Deuxième , những người nói với cô rằng cô sẽ được phép gặp Maslov nếu cô đồng ý làm gián điệp cho Pháp. 

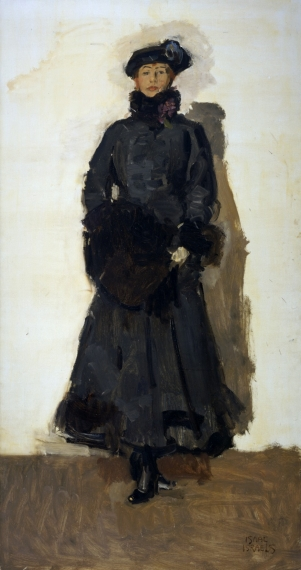
Tranh vẽ Mata Hari của Isaac Israëls, 1916

Trước chiến tranh, Zelle đã đóng vai Mata Hari vài lần trước Thái tử Wilhelm, con trai cả của Wilhelm II và trên danh nghĩa là một tướng lĩnh cao cấp của Đức ở Mặt trận phía Tây. Cục Deuxième tin rằng cô có thể có được thông tin bằng cách dụ dỗ Thái tử về những bí mật quân sự. Trên thực tế, sự tham gia của ông là rất ít và chính sự tuyên truyền của chính phủ Đức đã quảng bá hình ảnh của Thái tử như một chiến binh vĩ đại, người kế vị xứng đáng cho các quốc vương Hohenzollern, những người đã đưa nước Phổ trở nên hùng mạnh và hùng mạnh. Họ muốn tránh công khai rằng người đàn ông được kỳ vọng là Kaiser tiếp theo là một tay ăn chơi được chú ý bởi thói trăng hoa, tiệc tùng và nghiện rượu, người đã dành một phần thời gian khác để kết giao với các chính trị gia cực hữu , với ý định có được cha của mình. tuyên bố mất trí và bị hạ bệ.
Không biết rằng Thái tử không liên quan nhiều đến việc điều hành Tập đoàn quân Thái tử hay Tập đoàn quân số 5 , Cục Deuxième đề nghị Zelle một triệu franc nếu cô có thể dụ dỗ anh ta và cung cấp cho Pháp thông tin tình báo tốt về các kế hoạch của Đức.  Việc Thái tử, trước năm 1914, chưa bao giờ chỉ huy một đơn vị lớn hơn một trung đoàn, và bây giờ được cho là chỉ huy cả một quân đội và một tập đoàn quân cùng một lúc lẽ ra là manh mối cho thấy vai trò của ông trong quyết định của Đức. -sản xuất chủ yếu là hư danh. Người liên lạc của Zelle với Cục Deuxième là Đại úy Georges Ladoux, người sau này nổi lên như một trong những người tố cáo chính của cô. 
Vào tháng 11 năm 1916, nó đang đi du lịch bằng tàu hơi nước từ Tây Ban Nha khi tàu của nó ghé cảng Falmouth của Anh . Tại đây, cô bị bắt và đưa đến London, nơi cô bị thẩm vấn rất lâu bởi Ngài Basil Thomson , trợ lý ủy viên tại New Scotland Yard phụ trách chống gián điệp. Ông đã kể lại điều này trong cuốn sách Những người theo đuổi năm 1922 của mình , nói rằng cuối cùng bà đã nhận vào làm việc cho Cục Deuxième. Ban đầu bị giam tại đồn cảnh sát Cannon Street , sau đó cô được thả và ở tại khách sạn Savoy . Bản ghi đầy đủ của cuộc phỏng vấn có trong Kho lưu trữ Quốc gia của Anh và đã được phát sóng, với Mata Hari doEleanor Bron , trên đài độc lập LBC vào năm 1980.  Không rõ là cô ấy đã nói dối vào dịp này, tin rằng câu chuyện khiến cô ấy nghe có vẻ hấp dẫn hơn, hay liệu các nhà chức trách Pháp đang sử dụng cô ấy theo cách như vậy nhưng không thừa nhận cô ấy do. trước sự bối rối và phản ứng dữ dội quốc tế mà nó có thể gây ra. 
Vào cuối năm 1916, Zelle đến Madrid , tại đây cô gặp Thiếu tá Arnold Kalle, tùy viên quân sự Đức và hỏi liệu ông có thể sắp xếp một cuộc gặp với Thái tử hay không.  Trong giai đoạn này, Zelle dường như đã đề nghị chia sẻ bí mật của Pháp với Đức để đổi lấy tiền, mặc dù điều này là vì lòng tham hay một nỗ lực để thiết lập một cuộc gặp với Thái tử Wilhelm vẫn chưa rõ ràng. 
Vào tháng 1 năm 1917, Thiếu tá Kalle truyền các thông điệp vô tuyến đến Berlin mô tả những hoạt động hữu ích của một điệp viên Đức mang mật danh H-21, tiểu sử của người này trùng khớp với Zelle đến mức rõ ràng là Đặc vụ H-21 chỉ có thể là Mata Hari.  Cục Deuxième chặn các tin nhắn và từ thông tin chúng có, xác định H-21 là Mata Hari. Các tin nhắn nằm trong một mật mã mà tình báo Đức biết đã bị người Pháp phá vỡ , cho thấy rằng các tin nhắn này có nguyên nhân là Zelle bị quân Pháp bắt giữ. 
Tướng Walter Nicolai, giám đốc IC (sĩ quan tình báo) của Quân đội Đức, đã tỏ ra rất khó chịu vì Mata Hari đã cung cấp cho ông ta không có thông tin tình báo xứng đáng với tên gọi, thay vào đó bán cho người Đức những tin đồn về đời sống tình dục của các chính trị gia và tướng lĩnh Pháp, và quyết định chấm dứt công việc của cô ấy bằng cách tiết lộ cô ấy là gián điệp của Đức cho người Pháp.

### Xét xử

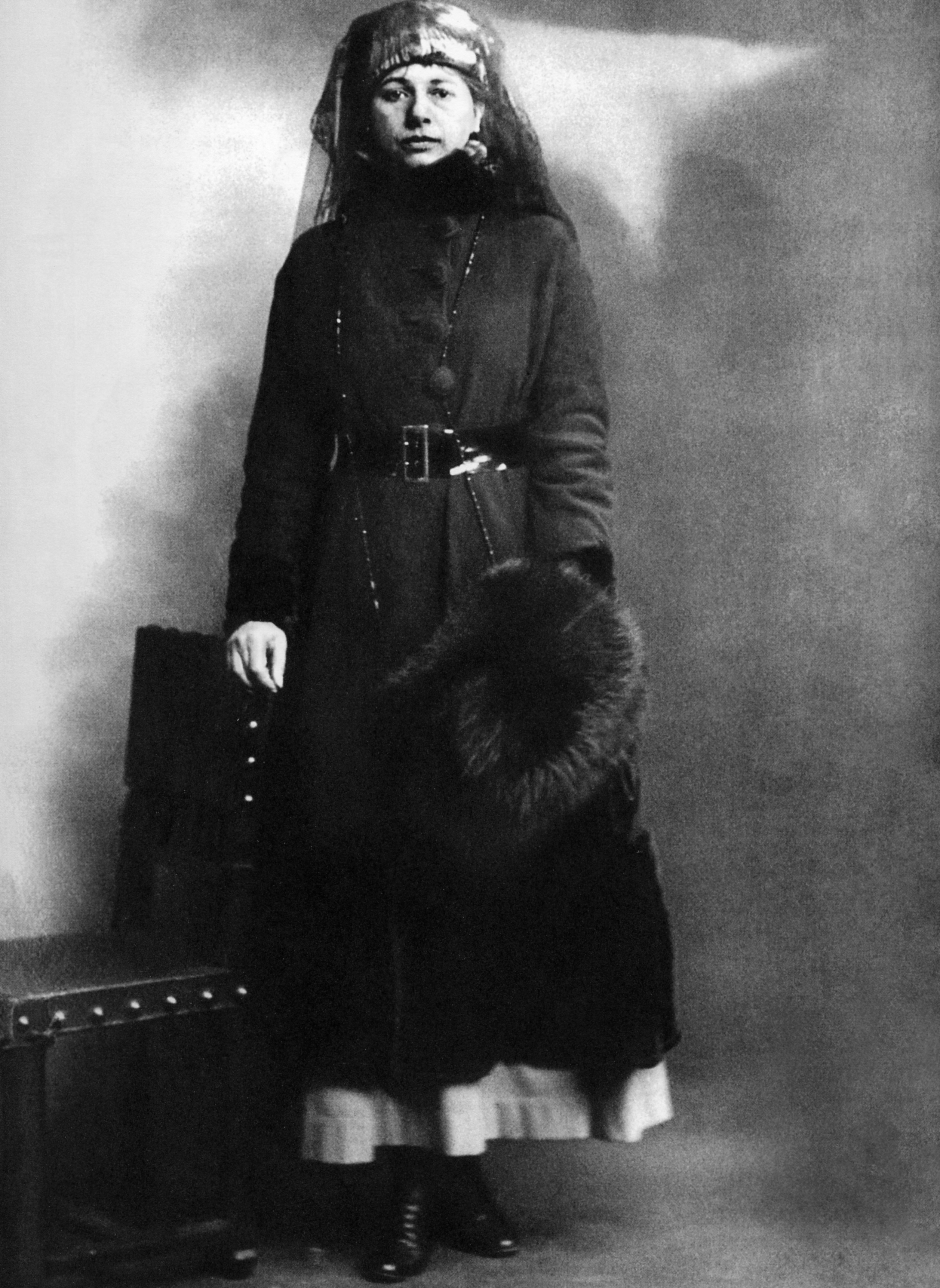
Mata Hari trong ngày bị bắt.

Vào tháng 12 năm 1916, Cục thứ hai của Bộ Chiến tranh Pháp để Mata Hari có được tên của sáu điệp viên Bỉ. Năm người bị tình nghi nộp tài liệu giả và làm việc cho quân Đức, trong khi người thứ sáu bị tình nghi là điệp viên hai mang cho Đức và Pháp. Hai tuần sau khi Mata Hari rời Paris để tới Madrid, điệp viên hai mang đã bị quân Đức xử tử, trong khi 5 tên còn lại tiếp tục hoạt động. Sự phát triển này là bằng chứng cho Cục thứ hai rằng tên của sáu điệp viên đã được Mata Hari truyền đạt cho quân Đức. 

Vào ngày 13 tháng 2 năm 1917, Mata Hari bị bắt trong phòng của mình tại Khách sạn Elysée Palace trên đại lộ Champs Elysées ở Paris. Cô bị đưa ra xét xử vào ngày 24 tháng 7, bị buộc tội làm gián điệp cho Đức, và hậu quả là gây ra cái chết của ít nhất 50.000 binh sĩ. Mặc dù tình báo Pháp và Anh nghi ngờ cô làm gián điệp cho Đức, nhưng cả hai đều không thể đưa ra bằng chứng chắc chắn chống lại cô.
Một cô gái điếm? Có, nhưng một đặc điểm, không bao giờ!

-  Cụm từ được gán cho Mata Hari trong phiên tòa.
Người thẩm vấn chính của Zelle, người đã nướng cô không ngừng, là Đại úy Pierre Bouchardon; sau đó anh ta đã truy tố cô ấy tại phiên tòa xét xử.  Bouchardon đã có thể thiết lập rằng phần lớn tính cách Mata Hari đã được phát minh, và không phải là một công chúa Java, Zelle thực sự là người Hà Lan, mà anh ta sẽ sử dụng làm bằng chứng về tính cách đáng ngờ và không trung thực của cô tại phiên tòa xét xử. Zelle thừa nhận với Bouchardon rằng cô đã nhận 20.000 franc từ một nhà ngoại giao Đức và người tình cũ để bồi hoàn cho những đồ đạc bị chính quyền Đức lấy đi của cô. Bouchardon tuyên bố rằng đây thực chất là khoản thanh toán cho cô vì tội làm gián điệp cho Đức. Trong khi đó, Ladoux đã chuẩn bị một vụ kiện chống lại người đặc vụ cũ của mình bằng cách đưa mọi hoạt động của cô ấy ra ngoài ánh sáng xấu nhất có thể, đi xa hơn là tham gia vào việc giả mạo bằng chứng.

### Scapegoat
Vào năm 1917, nước Pháp đã bị rung chuyển nặng nề bởi Những cuộc tấn công vĩ đại của Quân đội Pháp vào mùa xuân năm 1917 sau thất bại của Cuộc tấn công sông Nivelle cùng với một làn sóng tấn công lớn, và vào thời điểm đó nhiều người tin rằng nước Pháp có thể chỉ đơn giản là sụp đổ do kết quả của chiến tranh kiệt quệ. Vào tháng 7 năm 1917, một chính phủ mới dưới quyền của Georges Clemenceau đã lên nắm quyền, hoàn toàn cam kết chiến thắng trong cuộc chiến. Trong bối cảnh này, việc có một điệp viên Đức mà mọi thứ xảy ra trong cuộc chiến cho đến nay đều có thể bị đổ lỗi là thuận lợi nhất cho chính phủ Pháp, khiến Mata Hari trở thành vật tế thần hoàn hảo, điều này giải thích tại sao vụ việc chống lại cô được công khai tối đa ở Pháp. báo chí, và dẫn đến tầm quan trọng của cô ấy trong chiến tranh bị phóng đại rất nhiều. Nhà sử học Canada Wesley Wark đã tuyên bố trong một cuộc phỏng vấn năm 2014 rằng Mata Hari không bao giờ là một điệp viên quan trọng và chỉ làm vật tế thần cho những thất bại quân sự của Pháp mà cô ấy không liên quan gì đến, nói rõ: "Họ cần một vật tế thần và cô ấy là mục tiêu đáng chú ý để làm vật tế thần . "  Tương tự như vậy, nhà sử học người Anh Julie Wheelwright tuyên bố: "Cô ấy thực sự không truyền lại bất cứ điều gì mà bạn không thể tìm thấy trên các tờ báo địa phương ở Tây Ban Nha."  Wheelwright tiếp tục mô tả Zelle là "... một người phụ nữ độc lập, một người ly hôn, một công dân của một quốc gia trung lập, một người hầu tòa và một vũ công, điều này khiến cô ấy trở thành vật tế thần hoàn hảo cho người Pháp, những người sau đó đang thua trận. Cô ấy được coi là một ví dụ về những gì có thể xảy ra nếu đạo đức của bạn quá lỏng lẻo.
Zelle đã viết một số lá thư cho Đại sứ Hà Lan tại Paris, khẳng định cô vô tội. "Các mối quan hệ quốc tế của tôi là do công việc của tôi với tư cách là một vũ công, không có gì khác .... Bởi vì tôi thực sự không làm gián điệp, điều khủng khiếp là tôi không thể tự vệ."  Khoảnh khắc khủng khiếp và đau lòng nhất đối với Mata Hari trong phiên tòa xảy ra khi người yêu của cô là Maslov - giờ đây đã trở thành một người đàn ông chán nản vì mất đôi mắt trong trận chiến - từ chối làm chứng cho cô, nói với cô rằng anh ta không quan tâm nếu. cô ấy có bị kết án hay không.  Có thông tin cho rằng Zelle đã ngất xỉu khi biết rằng Maslov đã bỏ rơi cô. 
Luật sư bào chữa của cô, luật sư quốc tế kỳ cựu Édouard Clunet,  phải đối mặt với những khó khăn bất khả thi; anh ta bị từ chối cho phép kiểm tra chéo các nhân chứng của công tố hoặc trực tiếp kiểm tra các nhân chứng của chính mình.  Bouchardon sử dụng việc Zelle là phụ nữ để làm bằng chứng cho tội lỗi của mình, nói: "Không ngại ngùng, quen với việc lợi dụng đàn ông, cô ấy là kiểu phụ nữ sinh ra để làm gián điệp."  Zelle thường được miêu tả là một nữ tử hán , một người phụ nữ nguy hiểm, quyến rũ, người sử dụng tính dục của mình để dễ dàng thao túng đàn ông, nhưng những người khác lại nhìn nhận cô khác: theo cách nói của các nhà sử học Mỹ Norman Polmer và Thomas Allen, cô "ngây thơ và dễ dàng bị lừa ”, một nạn nhân của đàn ông hơn là một nạn nhân. 
Mặc dù các bản tin sau khi hành quyết cô ấy khẳng định cô ấy đã thừa nhận làm gián điệp cho Đức, Mata Hari không thừa nhận điều đó. Cô khẳng định trong suốt thử thách của mình rằng cô chưa bao giờ là một điệp viên Đức. Tại phiên tòa xét xử, Zelle kịch liệt khẳng định rằng cô có thiện cảm với Đồng minh và tuyên bố tình yêu nồng nàn của cô đối với nước Pháp, quê hương nuôi của cô. Vào tháng 10 năm 2001, các tài liệu được tiết lộ từ kho lưu trữ của MI5 (phản tình báo của Anh) đã được một nhóm người Hà Lan, Quỹ Mata Hari, sử dụng để yêu cầu chính phủ Pháp minh oan cho Zelle khi họ lập luận rằng các tài liệu MI5 chứng minh cô không có tội. những cáo buộc mà cô ấy đã bị kết án. Một phát ngôn viên của Quỹ Mata Hari lập luận rằng hầu hết Zelle là một điệp viên cấp thấp, người không cung cấp bí mật cho bên nào, nói rõ: "Chúng tôi tin rằng có đủ nghi ngờ liên quan đến hồ sơ thông tin được sử dụng để kết tội cô ấy. - mở ra vụ án. Có thể cô ấy không hoàn toàn vô tội, nhưng có vẻ như rõ ràng cô ấy không phải là gián điệp bậc thầy có thông tin khiến hàng nghìn binh sĩ thiệt mạng, như đã được tuyên bố."

### Bị bắt và hành quyết
Ngày 13 tháng 2 năm 1917, sau khi trở lại Paris một tháng, Mata Hari bị bắt với lý do là điệp viên của Đức. Đại uý Ladou đã phủ nhận hoàn toàn việc ông đã trao nhiệm vụ cho Mata Hari. Sau 4 tháng thẩm vấn, mặc dù thiếu những bằng chứng có sức thuyết phục, toà án quân sự của Pháp vẫn tuyên án tử hình Mata Hari với tội danh làm gián điệp cho Đức và đổ lỗi cho cô là vì cô mà mười bảy tàu chiến của liên quân bị chìm, gần một sư đoàn quân bị thiệt mạng. Ngày 15 tháng 10 năm 1917, Mata Hari bị hành quyết.

### Di tích và giải mật năm 2017 của Pháp
Cơ thể của Mata Hari không được xác nhận bởi bất kỳ thành viên gia đình nào và theo đó được sử dụng để nghiên cứu y tế. Đầu của cô được ướp và lưu giữ trong Bảo tàng Giải phẫu ở Paris. Năm 2000, các nhà lưu trữ phát hiện ra rằng nó đã biến mất, có thể sớm nhất là vào năm 1954, theo người phụ trách Roger Saban, trong quá trình di dời bảo tàng. Đầu của cô ấy vẫn bị mất tích. Hồ sơ từ năm 1918 cho thấy bảo tàng cũng nhận được phần còn lại của thi thể, nhưng không có hài cốt nào sau này có thể được tính đến. 
Phiên tòa niêm phong của Mata Hari và các tài liệu khác liên quan, tổng cộng 1.275 trang, đã được Quân đội Pháp giải mật vào năm 2017, một trăm năm sau khi cô bị hành quyết.

## Di sản

### Trưng bày tại bảo tàng

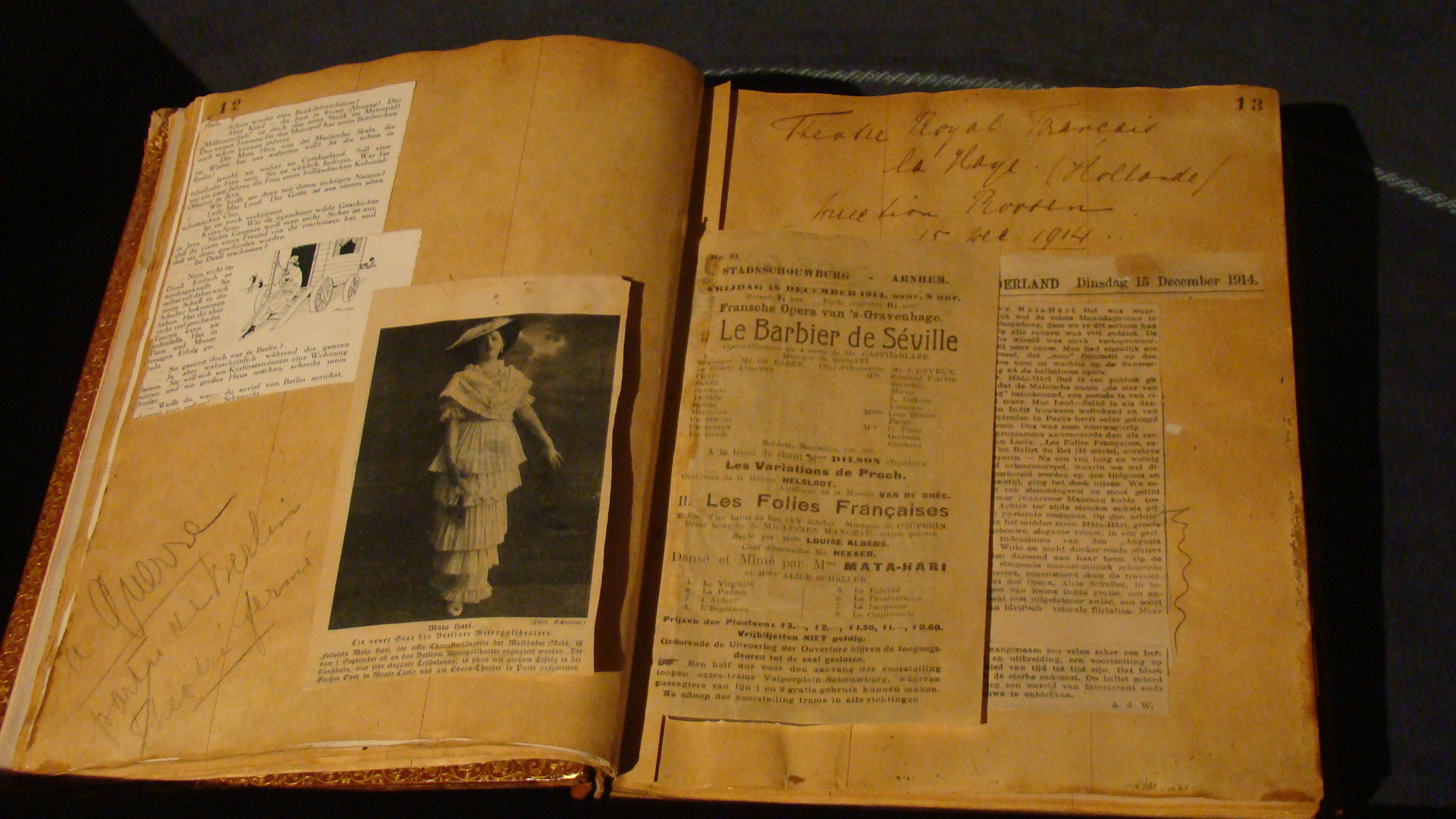
Sổ lưu niệm của Mata Hari trong Bảo tàng Frisian ở Leeuwarden, Hà Lan.

Bảo tàng Frisian (tiếng Hà Lan: Fries Museum) ở Leeuwarden, Hà Lan, có một "Phòng Mata Hari". Trong triển lãm có hai cuốn sổ lưu niệm cá nhân của cô và một tấm thảm phương Đông thêu hình những bước chân trong điệu múa quạt của cô.  Tọa lạc tại thị trấn quê hương của Mata Hari, bảo tàng nổi tiếng với công trình nghiên cứu về cuộc đời và sự nghiệp của công dân nổi tiếng thế giới Leeuwarden. Triển lãm lớn nhất từ trước đến nay của Mata Hari đã được khai mạc tại Bảo tàng Friesland vào ngày 14 tháng 10 năm 2017, một trăm năm sau khi bà qua đời.

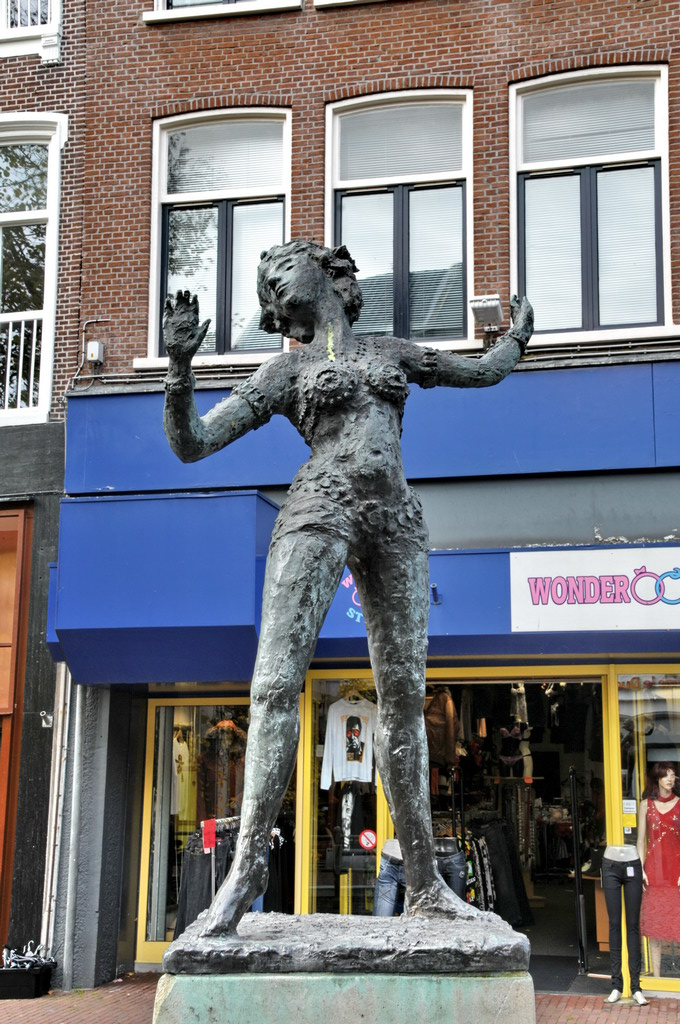
Tượng Mata Hari ở Leeuwarden, Hà Lan.

Nơi sinh của Mata Hari nằm trong tòa nhà ở Kelders 33. Tòa nhà bị thiệt hại do khói và nước trong một trận hỏa hoạn vào năm 2013, nhưng sau đó đã được khôi phục lại. Kiến trúc sư Silvester Adema đã nghiên cứu các bản vẽ cũ của mặt tiền cửa hàng để tái tạo lại nó như khi Adam Zelle, cha của Mata Hari, có một cửa hàng bán mũ ở đó. Năm 2016, một trung tâm thông tin ( belevingscentrum ) được thành lập trong tòa nhà trưng bày các vật lưu niệm của Mata Hari.

### Trong văn hóa đại chúng
Ý tưởng về một vũ công kỳ lạ làm điệp viên hai mang chết người sử dụng sức mạnh quyến rũ của mình để moi những bí mật quân sự từ nhiều người tình của cô ấy đã khiến Mata Hari trở thành nguyên mẫu lâu dài của nữ giới . 
Cuộc đời của bà đã truyền cảm hứng cho một số bộ phim, bao gồm:
- Mata Hari (1920)
- Mata Hari (1927), một sản phẩm của Đức
- Mata Hari (1931), một bộ phim điện ảnh Hollywood với sự tham gia của Greta Garbo
- Trong bộ phim hài lãng mạn Cafe Society năm 1939 , nữ diễn viên người Mỹ gốc Phi Lillian Yarbo đóng vai Mattie Harriett, được người phụ trách chuyên mục tin đồn của Allyn Joslyn thuê để theo dõi hai nhân vật chính của phim, Fred MacMurray và Madeleine Carroll .
- Mata Hari, Đặc vụ H21 (1964)
- Trong Casino Royale giả mạo James Bond năm 1967 , Joanna Pettet đóng vai Mata Bond, được cho là con gái của James Bond và Mata Hari
- Trong bộ phim hài Up the Front năm 1972 của Anh , Zsa Zsa Gabor đóng vai Mata Hari
- Mata Hari (1981), phim truyền hình dài tập
- "Mata Hari; The Magic Camera", một tập của Fantasy Island (1982)
- Mata Hari (1985)
- Mata Hari (2016)
- Mata Hari (2017), phim ngắn
- Mata Hari: The Naked Spy (2017)
- Mata Hari (2017), một bộ phim truyền hình Nga-Bồ Đào Nha dài 12 tập, với sự tham gia của Vahina Giocante trong vai chính
- Trong bộ phim The King's Man (2021), Mata Hari được thể hiện là một trong những đặc vụ của Sheperd (cùng với Gavrilo Princip và Rasputin) do nữ diễn viên người Áo Valerie Pachner thủ vai .

Cuộc đời của Mata Hari cũng truyền cảm hứng cho ít nhất năm vở nhạc kịch:
- Mata Hari năm 1967, với sự tham gia của Pernell Roberts và Marisa Mell
- Mata Hari , của Lene Lovich , Judge Smith , và Les Chappell, công chiếu lần đầu tiên vào năm 1982 tại Nhà hát Lyric, Hammersmith;
- Mata! , với lời và nhạc của Stuart Brayson, đã được Công chiếu Thế giới tại Nhà hát Lớn Blackpool vào tháng 6 năm 1995
- Mata Hari at the Moulin Rouge , của Frank Wildhorn , ra mắt tại Seoul, Hàn Quốc vào tháng 3 năm 2016
- One Last Night with Mata Hari , được viết bởi Craig Walker với phần âm nhạc của John Burge, ra mắt tại Trung tâm Nghệ thuật Biểu diễn Isabel Bader, ở Kingston, Ontario , vào tháng 1 năm 2017.

Trong tiểu thuyết Harriet the Spy năm 1964 , Mata Hari được thần tượng bởi Harriet M. Welsch, mười một tuổi, chính cô là một điệp viên .
Năm 1995, ca sĩ người Israel Ofra Haza phát hành đĩa đơn mang tên "Mata Hari". 
Vào tháng 2 năm 2016, Nhà hát Ballet Quốc gia Hà Lan đã công chiếu vở ba lê hai tiết mục mang tên Mata Hari , với Anna Tsygankova nhảy vai Mata Hari, biên đạo của Ted Brandsen và âm nhạc của Tarik O'Regan . 
Năm 2017, vở opera Mata Hari của nghệ sĩ hát bội Peter Peers và nhà soạn nhạc Matt Marks đã được công chiếu lần đầu tại Liên hoan Nguyên mẫu ở New York.  Vào tháng 8 năm 2018, nó cũng được sản xuất bởi West Edge Opera, với Tina Mitchell đảm nhận vai chính. 
Vào năm 2019, ca sĩ kiêm nhạc sĩ người Anh Frank Turner đã phát hành một bài hát về Mata Hari, mang tên "Eye of the Day", trong album No Man's Land của anh ấy . 
Năm 2021, Azerbaijan tham gia Eurovision Song Contest với bài hát " Mata Hari ", do Samira Efendi biểu diễn .